# Жарков, Сергей Николаевич
Серге́й Никола́евич Жарко́в (укр. Сергій Миколайович Жарков; 7 мая 1958, Одесса — 26 июля 2012, Одесса) — советский, украинский футболист и тренер, чемпион мира среди молодёжи (1977), мастер спорта СССР (1977).

## Биография
Коренной одессит Сергей Жарков футболом начал заниматься в СДЮШОР родного города, где его тренером был Александр Дмитриевич Руга. В пятнадцатилетнем возрасте был зачислен в дублирующий состав одесского «Черноморца».
В юности во время драки Жаркову попали камнем в лицо. Удар был настолько сильным, что он перестал видеть правым глазом. Играя в футбол, Жарков всячески скрывал свой недуг от врачей и тренеров. Обнаружился обман на одной из медкомиссий в «Черноморце», но к тому времени 17-летний футболист уже смог доказать свою состоятельность на футбольном поле.
Вскоре Жарков был приглашён в юношескую сборную СССР, где он стал её основным игроком. В 1977 году был в составе сборной на молодёжном чемпионате мира, проходившем в Тунисе и завершившемся победой советской команды. Жарков из-за конфликта с тренером Сергеем Мосягиным на поле так и не вышел, хотя как член команды золотую медаль получил.
В 1978 году был призван в армию и направлен в одесский СКА, выступавший в первой лиге. В команде вместе с Жарковым «служили» такие известные футболисты как Игорь Беланов, Вальдас Каспаравичюс, Пётр Чилиби.
Отыграв в армейском клубе два с половиной года, вернулся в «Черноморец», став игроком основного состава, на многие годы застолбив за собой правую бровку, играя как в защите, так и в средней линии. В 1984 году одесситы заняли 4 место в чемпионате СССР, получив право участвовать в Кубке УЕФА, где Жарков дебютировал 18 сентября 1985 года в матче против немецкого «Вердера».
Проведя в составе «Черноморца» 9 сезонов, в 1988 году принял решение завершить игровую карьеру. В течение года выступал за ветеранскую сборную СССР. Позже ходил в походы на судне «Максим Горький», куда был зачислен на должность спортивного инструктора. В составе экипажа совершил три кругосветных путешествия и поход к архипелагу Шпицберген.
В 1992 году получил приглашение от команды СК «Одесса», где был её играющим тренером, а в 1993 году — главным тренером. Позже из-за разногласий с руководством клуба оставил тренерский пост. С 1994 по 2000 годы играл за любительские коллективы «Благо» (Благоево), «Рыбак» (Одесса), «Лотто-GCM». С последней командой пробился в турнир второй лиги, где в сезоне 1997/98 она выступала под названием «СКА-Лотто». Потом продолжил играть в одесских командах «Рыбак-Дорожник», «Сигнал», а также команде КАПО из посёлка Первомайское. Играл также за ветеранские команды Одессы.
Скончался в июле 2012 года на 55-м году жизни — был найден мёртвым на пляже.

## Образование
Окончил Одесский педагогический институт.

## Достижения
- Чемпион мира среди молодёжи: 1977;
- Победитель первенства первой лиги СССР: 1987;
- В списках лучших футболистов УССР[укр.] (2): 1983 — № 2, 1984 — № 2.